# Kanton Tournefeuille
Kanton Tournefeuille (francouzsky Canton de Tournefeuille) je francouzský kanton v departementu Haute-Garonne v regionu Midi-Pyrénées. Tvoří ho tři obce.

## Obce kantonu
- Cugnaux
- Tournefeuille
- Villeneuve-Tolosane